# 失踪的正方形
失蹤的正方形谜题是一種數學上的視錯覺，有助於學生對幾何圖形的思考。它描述兩種面積板塊形狀組合，每個不同顏色多邊形部分，看似都構成一個原底方格所繪的13X5直角三角形之一部分，不同的差異是重新組合排列後，其中一個裡頭相差了似乎1個1x1的孔。

## 解釋
根據美國業餘數學大師馬丁·加德納指出，本謎題是在1953年是由紐約市業餘魔術師保羅·嘉理（Paul Curry）發明的。不過裁切悖論的原理自從1860年代就已為數學家所知了。
這謎題的關鍵是兩個分割三角形，看似「13x5的直角三角形」的兩部分，但實際上只是因為誤差小到令視覺看起來並無差異，這組出來的「13x5的直角三角形」，其實是凹斜邊三角形與凸斜邊三角形，目测不容易察觉到红色和蓝色三角形斜边的斜率有差别（其构成的夹角約为178°45′，接近却不是平角）。 因此误以为两个组合成的图形，皆是外圍大直角三角形，所取斜邊分割的兩部分。 
四個圖形（黃色、紅色、藍色和綠色圖形）總共佔32個單位面積，但是外面總「三角形」是寬13高5，合計32.5單位。藍色三角形長寬比為5:2，紅色三角則是8:3，並不是同一個長寬比。因此在每個圖中外觀上加成後的「斜邊」實際上縮短了。
總共縮短的長度大約是一單位的28分之一，這在此謎題示例圖上很難以看出。注意在藍色紅色斜邊交界處的網格點，如果將它與另一張圖的對應交界點比較，邊緣稍稍溢出或者低於格點。來自兩張圖重疊後溢出的斜邊導致一個非常細微的平行四邊形，佔據了剛好一格大小的面積，恰恰是第二張圖「消失」的區域。

## 變種

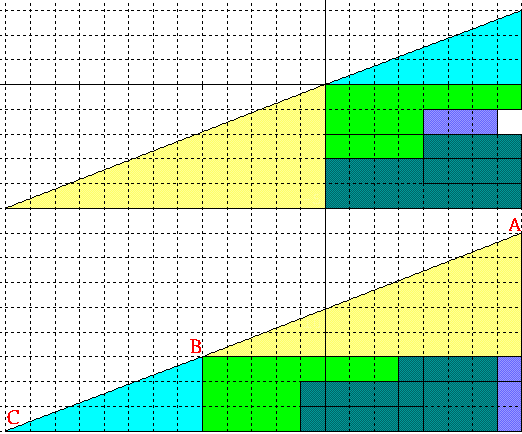
8乘以21版本，角ABC約等於179°31′，近乎平角而不是平角

本謎題另類且較簡單的版本（在動畫裡顯示）使用四個相等的四邊形以及一個小正方形，则組成一個較大的正方形。當四邊形繞著其中心旋轉，中間的小正方形將被填滿，即使該圖的總面積看起來沒有變動。這外表上的悖論可由新形成的方形四邊較原來的小了一點。如果 {\displaystyle a} 代表大正方形的四邊和，且{\displaystyle \theta } 是每個四邊形相對邊間的夾角，那兩個旋轉前旋轉後方塊面積間相除的商結果是{\displaystyle \sec ^{2}\theta -1}。對於{\displaystyle \theta =5^{\operatorname {\mathrm {o} } }}，結果大約是1.00765，故對應的差異大約0.8%。

## 外部連結
- （英文）嘉理的悖論：這怎麼可能？（页面存档备份，存于） 於Cut-the-Knot
- （英文）三角形與悖論（页面存档备份，存于） 於 archimedes-lab.org
- （英文）三角問題或者平淡無奇的現實不對勁之處
- （英文）拼圖悖論（页面存档备份，存于）